# Hromnice
Hromnice är en ort i Tjeckien.   Den ligger i regionen Plzeň, i den västra delen av landet, 70 km väster om huvudstaden Prag. Hromnice ligger 347 meter över havet och antalet invånare är 1 018.
Terrängen runt Hromnice är platt. Runt Hromnice är det mycket tätbefolkat, med 1 095 invånare per kvadratkilometer. Närmaste större samhälle är Plzeň, 12,2 km söder om Hromnice. Runt Hromnice är det i huvudsak tätbebyggt.